# Elementos del clima

Las nubes formadas del agua que sale del vapor que hay en la tierra al cargarse totalmente de agua, dejan caer gotas de lluvia, constituyendo las precipitaciones

En meteorología, se define como elementos del clima al conjunto de componentes que caracterizan el tiempo atmosférico y que interactúan entre sí en las capas inferiores de la atmósfera, llamada troposfera. Estos componentes o elementos son el producto de las relaciones que se producen con las manos del hombre entre distintos fenómenos físicos que les dan origen, que a su vez se relacionan con otros elementos y resultan modificados por los factores climáticos. Aunque son elementos obtenidos en el campo de la meteorología, su estudio a largo plazo, 60 años o más, fundamenta las bases científicas de la climatología y de ahí la estrecha relación entre la meteorología y climatología. 
Los principales elementos del clima, y también los más conocidos, son por ejemplo:
- Temperatura:

Es la cantidad de energía calórica acumulada en el aire, medida en grados.
- Precipitaciones:

Es el agua que cae sobre la superficie terrestre, puede ser en forma líquida (lluvia) o sólida (nieve, granizo).
- Humedad:

Es la cantidad de vapor de agua contenida en el aire.
- Viento:

Es el movimiento del  aire en la atmósfera.
- Presión atmosférica:

Es el peso que ejerce una masa de aire sobre la superficie terrestre.
- Nubosidad:

Es la cantidad de nubes presentes en la atmósfera.